# Őrizetbe vétel
Az őrizetbe vétel a szabadsághoz, a szabad mozgáshoz és a tartózkodási hely szabad megválasztásához való jogot korlátozó kényszerintézkedés, amit a büntetőeljárás eredményessége érdekében a terhelttel szemben a bűnügyi hatóságok jogosultak foganatosítani. Az őrizetbe vétel a terhelt személyi szabadságának átmeneti elvonása, amely legfeljebb 72 óráig tarthat, és nem meghosszabbítható.
Hatályos magyar szabályozása az 1998. évi XIX. törvény VIII. fejezet I. címében található. 
- |Az őrizetbe vétel elrendeléséről, és a fogva tartás helyéről a nyomozóhatóságnak 24 órán belül értesíteni kell a terhelt által megjelölt hozzátartozót, vagy a terhelt által megjelölt más személyt.
- Az ügyészségnek az őrizetbe vétel ideje alatt döntenie kell, hogy indítványozza-e a letartóztatás elrendelését. Ha nem indítványozzák, akkor a terheltet szabadon kell engedni. [4]